# شکستن همه قوانین
شکستن همه قوانین (به انگلیسی: Breakin' All the Rules) یک فیلم کمدی و درام آمریکایی محصول سال ۲۰۰۴ به کارگردانی و نویسندگی دانیل تاپلیتز با بازی جیمی فاکس، موریس چسنات، جنیفر اسپوزیتو، پیتر مک‌نیکول و گبریل یونیون است.

## داستان
کوئینسی واتسون (جیمی فاکس) که با نامزدش اختلاف داشت کتابی دربارهٔ زن‌ها برای مردها نوشت، سپس به واسطه نامزدش تحریک می‌شود تا آن را منتشر کند. او روحش هم خبر نداشت که این کتاب فروش فوق‌العاده‌ای می‌کند و او می‌تواند پله‌های ترقی را یکی یکی با کمک آن طی کند…

## بازیگران
- جیمی فاکس در نقش کوئینسی واتسون
- پیتر مک‌نیکول در نقش فیلیپ گاسکون
- موریس چسنات در نقش ایوان فیلدز
- گبریل یونیون در نقش نیکی کالاس
- جنیفر اسپوزیتو در نقش ریتا مونرو
- بیانکا لاسون در نقش هلن شارپ
- جیل ریچی در نقش امی
- دانی کامدن در نقش سم

## پاسخ انتقادی
این فیلم با استقبال منفی منتقدان مواجه شد. و امتیاز ۳۳ درصد از منتقدان در سایت راتن تومیتوز دریافت کرد.

## گیشه
این فیلم در آخرین آخر هفته افتتاحیه خود در گیشه در رتبه پنجم قرار گرفت و در نهایت ۱۲٫۵۴۴٫۲۵۴ دلار در سرتاسر جهان فروخت.